# Kelly Versteeg
Kelly Versteeg (* 18. November 1994) ist eine ehemalige niederländische Tennisspielerin.

## Karriere
Versteeg spielt vor allem auf Turnieren des ITF Women’s Circuit, bei denen sie bisher neun Titel im Doppel gewann.
In der deutschen Tennis-Bundesliga spielte sie 2012 und 2015 für den Erstligisten ETuF Essen.
Ihr letztes internationale Turnier spielte Versteeg im Juli 2018.

## Turniersiege

### Doppel
| Nr. | Datum              | Turnier      | Kategorie   | Belag             | Partnerin              | Finalgegnerinnen                                 | Ergebnis          |
| --- | ------------------ | ------------ | ----------- | ----------------- | ---------------------- | ------------------------------------------------ | ----------------- |
| 1.  | 19. Januar 2014    | Tinajo       | ITF $10.000 | Hartplatz         | Charlotte van der Meij | Claudia Giovine Alice Matteucci                  | 2:6, 7:65, [10:6] |
| 2.  | 19. September 2014 | Pentange     | ITF $10.000 | Hartplatz (Halle) | Elyne Boeykens         | Michaela Hončová Nora Niedmers                   | 7:62, 6:1         |
| 3.  | 6. Dezember 2014   | Sousse       | ITF $10.000 | Hartplatz         | Demi Schuurs           | Vivien Juhászová Tereza Máliková                 | 6:3, 6:0          |
| 4.  | 27. Juni 2015      | Cantanhede   | ITF $10.000 | Sand              | Erika Vogelsang        | Maria Martinez Martinez Olga Parres Azcoitia     | 7:5, 6:2          |
| 5.  | 10. Juli 2015      | Knokke-Heist | ITF $10.000 | Sand              | Elyne Boeykens         | Sally Peers Kimberley Zimmermann                 | 6:2, 6:4          |
| 6.  | 24. Juli 2015      | Maaseik      | ITF $10.000 | Sand              | Steffi Distelmans      | Katharina Hering Lisa Matviyenko                 | 6:1, 7:64         |
| 7.  | 22. August 2015    | Oldenzaal    | ITF $10.000 | Sand              | Steffi Distelmans      | Valentini Grammatikopoulou Swjatlana Piraschenka | 6:3, 7:5          |
| 8.  | 28. August 2015    | Rotterdam    | ITF $10.000 | Sand              | Rosalie van der Hoek   | Katharina Hering Karin Kennel                    | 6:3, 7:5          |
| 9.  | 22. Januar 2016    | Guadeloupe   | ITF $10.000 | Hartplatz         | Rosalie van der Hoek   | Jaqueline Adina Cristian Gaia Sanesi             | 7:65, 6:1         |